# Алберт Кавос
Албѐрт Катерѝнович Ка̀вос (на руски: Альбе́рт Катери́нович Ка́вос) е руски архитект.

## Биография
Роден е на 12 декември 1800 година в Санкт Петербург в семейството на италианския композитор Катерино Кавос. През 1829 година завършва Падуанския университет, след което се връща в Русия и заема различни чиновнически длъжности. Проектира множество обществени и частни строежи, най-известна сред които е сградата на Мариинския театър в Санкт Петербург.
Алберт Кавос умира на 22 май 1863 година в Петерхоф.